# Giulio Libano
Giulio Libano (Vercelli, 31 agosto 1923 – Milano, 16 ottobre 2016) è stato un trombettista, arrangiatore, direttore d'orchestra e jazzista italiano.

## Biografia
Giulio Libano nasce a Vercelli nel 1923.
Dopo aver frequentato il Conservatorio di Milano, intraprende la sua carriera musicale nel gruppo degli Asternovas formatosi nel 1943 con Fred Buscaglione. Libano inizia poi la collaborazione in qualità di arrangiatore e strumentista con la formazione di Giordano Bruno Martelli, con la quale gira per alcuni anni in Italia, nel resto d'Europa e nel Medio Oriente.
Negli anni Cinquanta è a Milano, suonando in locali insieme, fra gli altri, a Franco Cerri, Pino Calvi, Glauco Masetti, Gil Cuppini; collabora come direttore artistico presso etichette dell'epoca, la Italdisc e la SAAR, dove contribuisce a lanciare interpreti quali Mina, Adriano Celentano, Tony Dallara e Johnny Dorelli. Nel 1959 è arrangiatore e direttore nelle Milano Sessions di Chet Baker pubblicate in LP.
Negli anni '60 e '70 compone e arrangia brani per altri artisti italiani come Fausto Leali, Nicola di Bari, Peppino Gagliardi, Orietta Berti, Marino Barreto e Nicola Arigliano. Cura le produzioni italiane di personalità quali Dalida, Françoise Hardy, Pat Boone, Petula Clark, Ben E. King e Caterina Valente. Chiamato negli Stati Uniti e in Canada, lavora alla realizzazione di album per Connie Francis e Tony Massarelli e partecipa a festival in Sud America con Tony Dallara e Fausto Leali.
Negli anni successivi continua le collaborazioni in campo jazzistico, in Italia con Giorgio Gaslini, Renato Sellani e Franco Cerri fra gli altri, e a livello internazionale con Chet Baker, Buddy Colette, Claude Williamson e Bud Shank. Compone musiche per pubblicità e colonne sonore. Partecipa numerose volte al Festival di Sanremo come arrangiatore e direttore d'orchestra.
Agli inizi degli anni Ottanta si dedica assieme a Renato Sellani alla composizione di musiche per spettacoli e commedie teatrali per Ernesto Calindri, Walter Chiari, Enrico Beruschi, Gianrico Tedeschi, Renzo Montagnani, Ivana Monti, Sylva Koscina e altri attori. Realizza dischi con il tenore Giuseppe Di Stefano e segue la direzione artistica e le esibizioni di scuole civiche e conservatori a Opera, Milano, Orbetello e Cagliari.
Nel terzo millennio Libano continua la collaborazione con artisti tra cui Paolo Fresu.
Il 16 ottobre 2016 muore a Milano all'età di 93 anni.

## Discografia
- Adriano Celentano con Giulio Libano E I Suoi Rockers - Furore (7", Single, Mono) - 1960
- Adriano Celentano Con Giulio Libano E I Suoi Rockers - Rock Matto / Impazzivo Per Te (7", Single, Mono) - 1960
- Adriano Celentano con Giulio Libano E I Suoi Rockers - Pitagora (7", EP, Mono) - 1960
- Giulio Libano - È Una Questione Di Scelta (7", 45 RPM)[1] - 1960
- Henry Wright / Romano Mussolini / L'Orchestra Di Giulio Libano - Prisoner Of Amore (Prisoner Of Love) (LP, Album) 1967
- Orchestra Giulio Libano - I Musicals (Lp, Album) - 1972 (re-released in i-Tunes as "Mach 48")
- Sergio Bozzetti con Giulio Libano y su orquesta* - Amor Breve (7")